# 布羅德維尤鎮區 (北達科他州格里格斯縣)
布羅德維尤鎮區（英語：Broadview Township）是位於美國北達科他州格里格斯縣的一個鎮區。

## 地方資料
布羅德維尤鎮區的面積為91.65平方千米，當中陸地面積為87.84平方千米，而水域面積為3.80平方千米。根據2020年美國人口普查的數據，當地共有人口46人，而人口密度為每平方千米0.5人。